# St. Elmo’s Fire – Die Leidenschaft brennt tief
St. Elmo’s Fire – Die Leidenschaft brennt tief ist ein US-amerikanischer Film des Regisseurs Joel Schumacher aus dem Jahr 1985. Er gilt heute als Klassiker des sogenannten Teenager-Films. Einige der Schauspieler wurden dem Brat Pack zugerechnet und gehörten zu den hoffnungsvollsten Talenten ihrer Generation.

## Handlung
Der Film erzählt die Geschichte von sieben Twens, die nach ihrem Abschlussexamen an der Georgetown University in das Berufsleben eintreten und versuchen, ihre eigene Identität zu finden. Erzählt wird die Geschichte episodenartig.
Billy träumt von einer Karriere als Musiker, verfällt aber dem Alkohol. Die kokainabhängige Jules schläft mit ihrem Chef, um in der Bank die Karriereleiter hochzuklettern. Sozialarbeiterin Wendy kommt nicht von den Eltern los und ist in Billy verliebt. Jurastudent Kirby, der nebenbei kellnert, verliebt sich in die angehende Ärztin Dale. Yuppie Alec arbeitet für einen republikanischen Senator und will Architekturstudentin Leslie heiraten, und zu guter Letzt Kevin, der romantische Träumer der Clique, der Schriftsteller werden möchte. Sein Geheimnis ist, dass er hoffnungslos in Leslie verliebt ist.

## Produktion
St. Elmo’s Fire ist der englische Begriff für das Elmsfeuer, eine durch elektrische Ladungen hervorgerufene Lichterscheinung.
Die Produktionskosten lagen bei 14 Mio. Dollar.
Die Figuren des Films waren alle auf der Georgetown University. Nachdem die Verantwortlichen der Universität das Drehbuch gelesen hatten, verweigerten sie die Dreherlaubnis. So wurden die Campus-Szenen auf dem Gelände der Universität Maryland gedreht.
Mare Winningham war schwanger, als sie im Film die „jungfräuliche“ Wendy spielte. Demi Moore hatte während der Dreharbeiten, genau wie ihre Figur im Film, ein Drogenproblem und musste einen negativen Drogentest vorweisen, um eine Drogenabhängige spielen zu dürfen.

## Synchronisation
| Rolle         | Darsteller      | Sprecher              |
| ------------- | --------------- | --------------------- |
| Alec Newbary  | Judd Nelson     | Pierre Franckh        |
| Kirby Keger   | Emilio Estevez  | Hans-Georg Panczak    |
| Billy Hicks   | Rob Lowe        | Ekkehardt Belle       |
| Kevin Dolenz  | Andrew McCarthy | Pierre Peters-Arnolds |
| Wendy Beamish | Mare Winningham | Katharina Lopinski    |
| Jules         | Demi Moore      | Gudrun Vaupel         |
| Dale Biberman | Andie MacDowell | Ursula Wolff          |
| Mr. Beamish   | Martin Balsam   | Herbert Weicker       |

## Nachwirkung
Der Film spielte bei Kosten von 14 Mio. Dollar über 38 Mio. Dollar ein.
Der von John Parr gesungene Titelsong St. Elmo’s Fire (Man in Motion) wurde in den US-Charts ein Nummer-eins-Hit. Das gleichnamige Soundtrack-Album, auf dem der Song erschien, erhielt die Nominierung für einen Grammy Award for Best Album of Original Score Written for a Motion Picture or a Television Special bei den Grammy Awards 1986.
St. Elmo’s Fire wird oft im gleichen Atemzug mit The Breakfast Club genannt und ist einer von vielen Filmen der 1980er Jahre, in denen es um die Identitätsfindung und das Erwachsenwerden der damaligen Jugend geht.

## Kritik
„In Episoden erzähltes Gruppenporträt, das zwar ohne Pathos und großen Gestus inszeniert ist, in der Beschreibung des Erwachsenwerdens aber allzu gefällig ausfällt. Bemerkenswert ist das Bild heutiger Jugendlicher, die weniger durch Rebellion als durch die Anpassung an die vorgegebene Wirklichkeit auffallen.“